# Myiarchus venezuelensis
El copetón venezolano (Myiarchus venezuelensis), también denominado atrapamoscas venezolano (en Colombia) o atrapamoscas de Venezuela (en Venezuela), es una especie de ave paseriforme de la familia Tyrannidae perteneciente al numeroso género Myiarchus. Es nativa del norte de América del Sur.

## Distribución y hábitat
Aparentemente hay tres, posiblemente cuatro, poblaciones disjuntas: tierras bajas del Caribe de Colombia (norte de Sucre al este hasta La Guajira), y este de los Andes en Norte de Santander (Cúcuta); noroeste y oeste de Venezuela (Zulia; y lejano este de Falcón y este de Yaracuy hacia el este a través de las tierras bajas de Carabobo y Aragua hasta el Distrito Federal, al este hasta Puerto La Cruz); y registrada también en el noreste y este de Venezuela (isla Margarita; noreste de Bolívar) y Tobago. Registros desde Zulia (Cerro Alto del Cedro, La Esperanza) pueden tanto referirse a la población colombiana (al oeste) como a las venezolanas (al este), o pueden representar una población separada.
Esta especie es considerada poco común en sus hábitats naturales: los bosques caducifolios y sus bordes, en plantaciones, hasta los 500 m de altitud.

## Sistemática

### Descripción original
La especie M. venezuelensis fue descrita por primera vez por el ornitólogo estadounidense George Newbold Lawrence en 1865 bajo el mismo nombre científico; la localidad tipo es: «Lago de Valencia, Carabobo, Venezuela».

### Taxonomía
Anteriormente fue incluida como subespecie de Myiarchus ferox. El análisis de las características morfológicas del ADN mitocondrial indica una afinidad cercana con aquella especie y también con Myiarchus panamensis y Myiarchus phaeocephalus, pero las relaciones más precisas dentro de ese grupo permanecen inciertas. Las aves de Tobago presentan el dorso más oscuro, pero la diferencia es ligera, y la constancia de este carácter no ha sido comprobada; la separación subespecífica propuesta como M. venezuelensis insulicola Hellmayr & Seilern-Aspang, 1915 no se justifica al presente. Es monotípica.